# Renzo Maietto
Renzo Maietto, noto anche con lo pseudonimo di Alex Fallay (Milano, 1939), è un regista e sceneggiatore italiano.

## Biografia
Maietto realizzò un film nel 1969 sotto lo pseudonimo di Alex Fallay e fu poi responsabile di alcune sceneggiature fino al 1978, lasciando poi il mondo del cinema.
È fratello del produttore cinematografico Carlo Maietto.

## Filmografia

### Regista e produttore
- Le altre (1969)

### Sceneggiatore
- Papaya dei Caraibi, regia di Joe D'Amato (1978)